# Federación Socialdemócrata

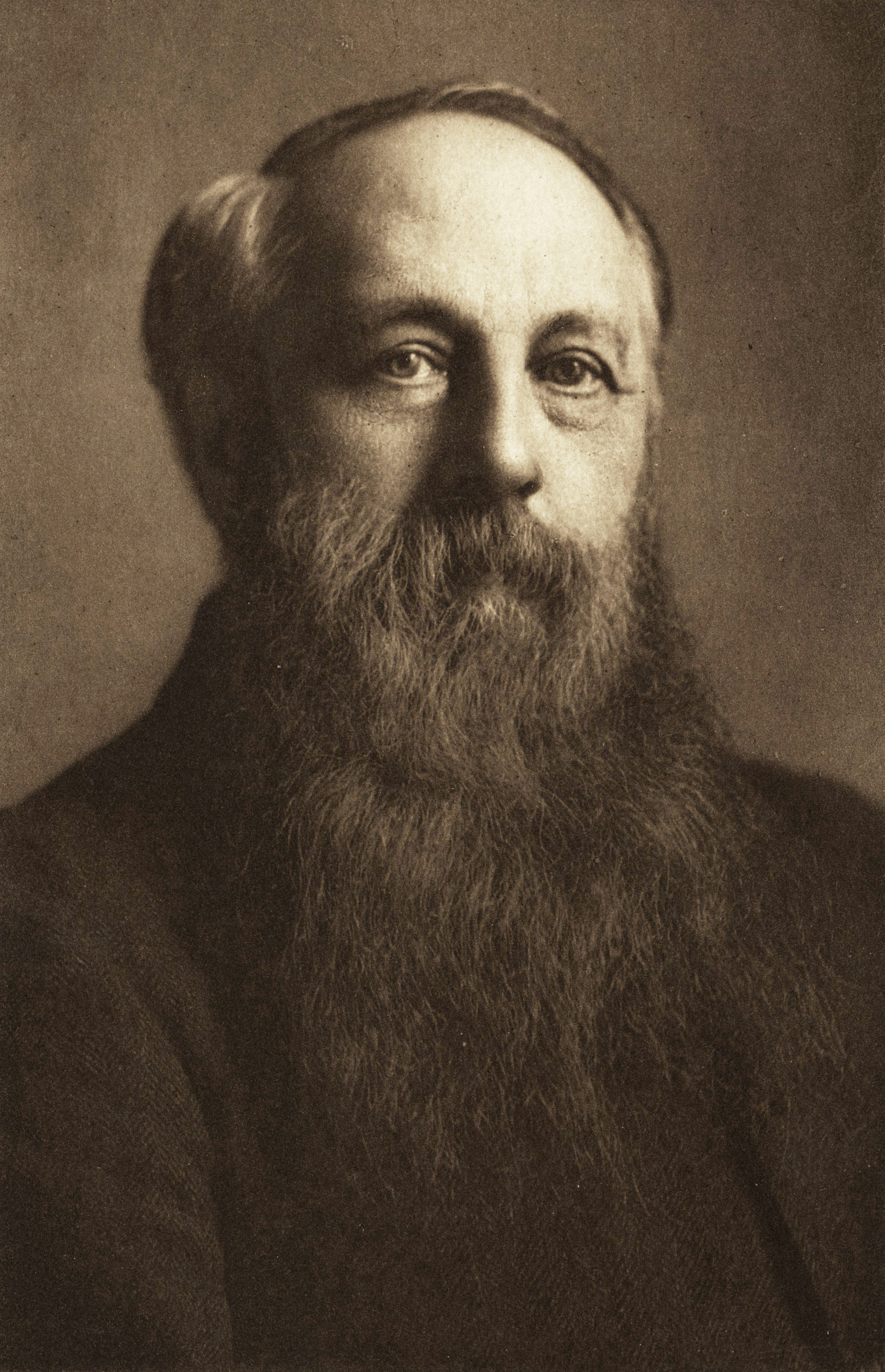
El fundador de la SDF Henry Hyndman

La Federación Socialdemócrata (SDF) fue un partido político británico, la primera organización política socialista de Gran Bretaña, fundada por Henry Hyndman, cuya primera reunión se celebró el 7 de junio de 1881. Entre los miembros de la SDF estuvieron William Morris, George Lansbury, James Connolly y Eleanor Marx. Sin embargo, Friedrich Engels, el veterano colaborador de Karl Marx, rechazó apoyar la empresa iniciada por Hyndman. Muchos de sus primeros dirigentes habían estado activos previamente en la Liga por el Sufragio Masculino.
La SDF tuvo que afrontar defecciones a izquierda y derecha hacia otras organizaciones durante la primera década del siglo XX antes de unirse con otros grupos radicales en el marxista Partido Socialista Británico entre 1911 y 1920.

## Historia

### Orígenes y primeros años
El movimiento marxista británico comenzó en la práctica en 1880 cuando un hombre de negocios llamado Henry M. Hyndman leyó el Manifiesto Comunista en una traducción francesa mientras viajaba hacia América. Tras su regreso a Londres, Hyndman buscó a Marx, que entonces vivía exiliado no muy lejos de su domicilio. Hyndman, que se había presentado a diputado a comienzos de ese año, decidió fundar una nueva organización política que denominó Federación Democrática y convocó para junio su convención fundacional, consistiendo aquella en una variedad de grupos e individuos radicales.
En preparación de la convención, Hyndman distribuyó entre los delegados su libro Inglaterra para todos, que parafraseaba El Capital de Marx sin citar a su autor original. Marx se ofendió enormemente y rompió relaciones personales con su epígono inglés. El disgusto de Marx por Hyndman era compartido por Engels, que sucedió a su estrecho amigo como albacea literario a la muerte de aquel el 14 de marzo de 1883.
En 1884, la Federación Democrática se transformó en la Federación Socialdemócrata (SDF), cuando el grupo adoptó un programa explícitamente socialista. El programa de la SDF era fuertemente progresista, reivindicando (entre otras medidas) una jornada laboral de 48 horas semanales, la abolición del trabajo infantil, educación secular obligatoria y gratuita, igualdad para las mujeres y la nacionalización de los medios de producción, distribución y cambio por parte de un Estado democrático.
El partido atrajo hacia sus banderas a cierto número de dirigentes radicales británicos, como William Morris, Edward Aveling y su compañera Eleanor Marx, la hija menor de Karl. 
Henry Hyndman dominó la SDF desde los inicios. Una de las claves de su autoridad personal recaía en su cartera, con la que pagaba la carga de sus gastos administrativos, y su periódico semanal, Justice, que perdía dinero a pesar de una saludable circulación de unos 3.500 ejemplares. Algunos sectores de la Federación se mostraban descontentos, percibiendo a Hyndman como autoritario en las relaciones personales y sectario en el pensamiento político. Los detractores de Hyndman le consideraban políticamente ambicioso y falto de principios, y su animadversión y antipatía personal llegaron a un clímax en las Navidades de 1884.

### La escisión de 1884
El 23 de diciembre de 1884, se celebró una reunión del Consejo Ejecutivo de la SDF en la que Hyndman fue atacado por varias presuntas ofensas: difamar a un compañero en Edimburgo llamándole "anarquista" sin motivo, comprometer el nombre de la organización sin autoridad y desoyendo las decisiones del Consejo, y retener correspondencia dirigida a la organización. Hyndman fue además acusado de provocar enfrentamientos entre miembros del Consejo y fabricar una agrupación provincial de la nada para que le otorgase una votación inmerecida en una futura convención de la organización.
Hyndman agrupó a sus partidarios en su defensa, mientras sus oponentes, entre los que se incluían William Morris, Belfort Bax, Eleanor Marx y Edward Aveling, reunieron a sus propias fuerzas. Tras un prolongado debate, fue adoptada una moción de censura contra Hyndman el 27 de diciembre, tras la cual, la mayoría del Consejo, recién victorioso, abandonó inmediatamente la SDF.
Los individuos que abandonaron el formado formaron una nueva organización llamada Liga Socialista, apoyada financieramente por William Morris, que se oponía particularmente al rígido control de la prensa del partido por parte de Hyndman y a lo que consideraba una excesiva influencia personal. Consideraban a Hyndman como un oportunista obsesionado por la política parlamentaria en detrimento de la organización sindical. Hyndman retuvo las publicaciones del partido Justice y To-Day, y los aproximadamente 500 miembros de la SDF tuvieron que elegir bando mientras una pequeña organización pasaba a convertirse en dos más pequeñas. Friedrich Engels se mostró exultante ante la escisión, diciéndole a Eduard Bernstein: "Tengo la satisfacción de haber visto todo el alboroto desde el principio, evaluar correctamente a todas las personas implicadas, y prever cuál sería el final…".
Desgraciadamente para los mejores planes establecidos por Engels, fue la Liga Socialista la que terminó naufragando por la escisión, mientras la SDF emergió de la contienda fraccional con Hyndman y sus seguidores con mayor control estricto que nunca.

### La SDF en la década de 1880
La defección de tan variados y diversos militantes antiparlamentarios de la Federación Socialdemócrata, incluido buen número de anarquistas, para formar la Liga Socialista en 1885, dejó a la SDF en una unidad relativamente más homogénea que su nuevo vástago. Aunque Hyndman y la SDF utilizaron tácticas del miedo sobre una inminente catástrofe nacional que sería el catalizador de la revolución socialista a mediados de la década, sus ojos permanecieron fijos en el premio parlamentario. En las elecciones generales de 1885 la SDF presentó tres candidatos –financiando la campaña con una contribución de 340 libras obtenidas por el dirigente de la SDF, Henry Hyde Champion, de un agente del Partido Conservador llamado Maltman Barry. A pesar de este intento algo turbio por parte de los tories para escindir a la oposición, la SDF tuvo unos resultados extremadamente pobres, con John Burns obteniendo 598 votos en Nottingham, mientras Jack Williams en Hampstead y John Fielding en Kensington conseguían apenas 27 y 32 votos, respectivamente. La incursión de la SDF en la política electoral había probado ser tanto controvertida como totalmente ineficaz.
En el invierno de 1885 a 1886, la SDF consiguió su primer avance apreciable ante la opinión pública. Con la depresión económica barriendo el país, se planeó una manifestación en Trafalgar Square para protestar contra el libre comercio y a favor de políticas comerciales proteccionistas, un cambio que muchos pensaban que reduciría el problema del desempleo en Gran Bretaña. La SDF agitó por el "derecho al trabajo" y planteó la exigencia de constituir colonias cooperativas dirigidas por el Estado en tierras infrautilizadas. La policía obligó a la manifestación liderada por la SDF a salir de la plaza. John Burns lideró a los manifestantes hacia Pall Mall en dirección a Hyde Park ondeando una bandera roja. A lo largo de su camino, los manifestantes forcejearon con algunos espectadores que se burlaban de ellos y se desataron disturbios, con cristales rotos y puñetazos. El partido reivindicó un gran aumento en su militancia como consecuencia, con su órgano oficial, Justice, vendiendo 4.000 copias de cada número.
El siguiente otoño fue convocada una protesta de socialistas y radicales en Trafalgar Square, para el 13 de noviembre de 1887. Esta vez, padeciendo aún las consecuencias de los disturbios del pasado enero, los oficiales de policía y líderes políticos habían comprometido un masivo despliegue en la plaza, incluyendo a unos 4000 guardias, 300 policías a caballo, 300 soldados de los Grenadier Guards y 350 miembros de los Life Guards. Este cuerpo de fuerzas militares y policiales utilizó caballos, porras y culatazos contra unos 20 000 manifestantes estimados fuera de la plaza, hiriendo a cientos y matando a dos de ellos en el proceso. Unos 200 manifestantes fueron llevados al hospital, 150 de los cuales necesitaron tratamiento quirúrgico. Trescientos manifestantes fueron detenidos y 112 policías resultaron heridos. Esta manifestación y su supresión por la fuerza acabaron conociéndose como el "Domingo sangriento" por toda una generación.
La siguiente semana, el 20 de noviembre de 1887, el ambiente popular de protesta continuaba expandiéndose. Unos 40.000 manifestantes salieron a la calle en Hyde Park para denunciar la atrocidad de los asesinatos del "Domingo sangriento", con una gran masa adicional agrupada en Trafalgar Square. Por segunda semana consecutiva, la policía montada cargó contra la multitud, apoyada por "guardias especiales voluntarios. Un manifestante, Alfred Linnell, fue aplastado por los caballos y falleció a causa de las heridas doce días después. Una masiva manifestación de 120.000 londinenses salió a la calle por su funeral."
Como consecuencia de estas protestas, la SDF asumió un lugar en el imaginario público muy por encima del papel que habría conseguido normalmente por su tamaño y eficacia reales. Para algunos en el propio partido, la futilidad de la acción de masas para lograr resultados positivos parecía clara. Comenzó a mostrarse un esfuerzo renovado en la representación parlamentaria de la clase obrera. Esta tendencia fue liderada por Keir Hardie, un escocés adherido a la tradición intelectual del socialismo ético más que al marxismo. Junto a líderes obreros como Tom Mann, John Burns y el activista socialista Henry Hyde Champion, el movimiento para crear un Partido Laborista fuera de los dos partidos existentes comenzó en serio.
Cuando estas ideas fueron rechazadas por la SDF en su Conferencia Anual de 1888 en favor de una limitación del apoyo del partido a candidatos que apoyaran la noción de la lucha de clases, estos defensores de un Partido Laborista meliorativo emprendieron su propio camino, abandonando la SDF a sus propios destinos.

### Las rupturas de la SDF

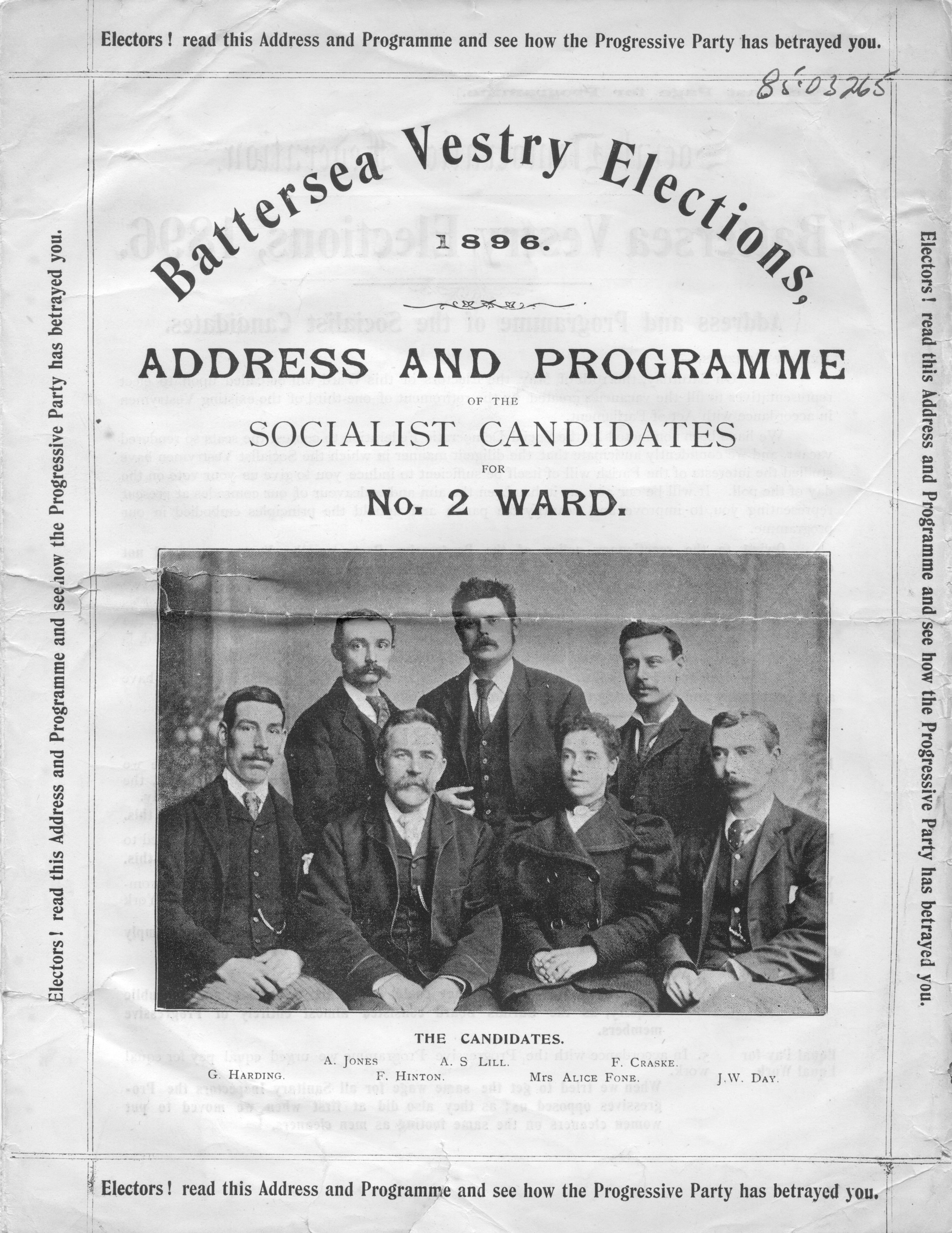
Panfleto electoral de la SDF, 1896

Muchos sindicalistas que eran miembros de la SDF sentían que la Federación desatendía las actividades sindicales. Este grupo creía que la SDF estaba obsesionada con los objetivos parlamentarios y debía en cambio ser más activa en la lucha industrial. Hyndman estaba en desacuerdo, buscando una concentración constante en las actividades políticas. El control de Hyndman sobre la organización y la prensa del partido resultó ser crucial y la SDF rechazó cambiar su estrategia dominada por la política, causando que Burns y Mann abandonasen el partido en 1890.
En el cambio de siglo, la SDF reivindicó con optimismo tener 96 agrupaciones con unos 9.000 miembros. Muchas de estas agrupaciones no pagaban sus cuotas a la organización, llegando irregularmente a la oficina central las cuotas de un penique por militante al mes que debían ser pagadas. Un historiador ha estimado la fuerza real de la organización en 1900 en aproximadamente 50 agrupaciones en funcionamiento con una militancia activa de alrededor de 1.000 personas.
A pesar de la debilidad de su organización adulta, la SDF fue instrumental en el desarrollo del movimiento de las Escuelas Socialistas Dominicales para niños, instituciones que enseñaban ideas socialistas y principios éticos a jóvenes, en competencia con escuelas dominicales de diversas denominaciones.
Durante este interval, la SDF experimentó la atrofia de su tendencia derechista ultraparlamentaria hacia el Partido Laborista Independiente (ILP). Este partido, liderado por Keir Hardie, era un partido atrapalotodo de la izquierda, más fuertemente influido por el socialismo cristiano que por el ateo marxismo de la SDF. El ILP tenía además la ventaja de contar con Hardie como diputado de la Cámara de los Comunes tras haber ganado el escaño de West Ham Sur en las elecciones de 1892. Esto permitía al ILP argumentar que era un vehículo más efectivo para el cambio que la SDF. Relevantes figuras como Henry Hyde Champion, Ben Tillett, Jim Connell y George Lansbury abandonaron la SDF para irse al ILP. 
Inicialmente, hubo cierto progreso hacia una unificación de la SDF con sus rivales de la izquierda parlamentaria. El 27 de febrero de 1900, Hyndman y la SDF se reunieron con el ILP, la Sociedad Fabiana y líderes sindicales en el Memorial Hall de Farringdon Street, Londres. Tras un debate, los 129 delegados decidieron aprobar la moción de Hardie para constituir "un grupo laborista específico en el Parlamento, que deberá tener sus propios jefes parlamentarios, y acordar su política, que debe incluir la disposición a cooperar con cualquier partido que, en un momento dado, esté comprometido con promover legislación en interés directo del trabajo."
Para hacer esto posible la Conferencia constituyó el Comité de Representación Laborista (LRC). Este comité incluyó a dos miembros de la Federación Socialdemócrata y del Partido Laborista Independiente, un miembro de la Sociedad Fabiana y siete sindicalistas. El LRC implicó finalmente la formación del Partido Laborista. A pesar de la unificación formal de fuerzas, muchos miembros del partido estaban incómodos con el marxismo de la SDF y Hyndman tuvo muy poca influencia sobre el desarrollo de este grupo político, abandonando finalmente la alianza en 1907. 
Además de la pérdida del ala derecha del partido, la SDF experimentó defecciones de algunos de sus miembros más radicales por diferentes razones. El liderazgo personalista de Hyndman y las políticas de la organización generada resultaron ser una inspiración en curso para un río de críticas internas. Una fuente importante de disputas rodeó la actitud de Hyndman y otros líderes del partido hacia la Guerra de los Bóeres de 1899-1902. Aunque el partido adoptó una posición antiguerra, la retórica de la dirección les parecía a estos militantes muy lejana de una oposición socialista de principios al conflicto, con Hyndman yendo demasiado lejos cuando declaró en julio de 1901 que insistir en la agitación antibélica era "una pérdida de tiempo y de dinero." Los miembros del ala izquierda acusaron a la dirección de reformismo y chovinismo, comenzando a publicar sus críticas opositoras en el órgano oficial del Partido Laborista Socialista de América. 
En la conferencia anual de marzo de 1902, celebrada en Blackburn, la batalla entre la izquierda insurgente y el grupo dirigente de Hyndman llegó a un punto crítico. Una moción del ala izquierda contra la continuación de las negociaciones de unidad con el ILP fue rotundamente derrotada, así como otras mociones que proponían avanzar en un programa explícitamente radical, así como una propuesta que llamaba al establecimiento de sindicatos socialistas paralelos a los existentes y otras que habrían prohibido a los miembros de la SDF afiliarse a otras organizaciones políticas. Al final de la conferencia, el editor de la SDF, Harry Quelch, comentaba la acritud que se había producido por los embates programáticos del ala izquierda, amenazando a los disidentes con que "que debían caer en la línea o caer fuera todos juntos."
La conferencia anual de 1903, celebrada el 10-12 de abril en el Ayuntamiento de Shoreditch, marcó la confrontación final. Antes de que comenzasen las sesiones, George Yates fue informado que debía ser expulsado del partido por obstruir supuestamente la unidad de la izquierda, dejando de vender el Justice, y escribiendo un editorial para The Socialist en el que declaraba que había una tendencia diferenciada de la SDF para cambiar su antigua actitud revolucionaria en favor de tácticas oportunistas de la peor especie. Los delegados acordaron la expulsión de Yates por 56 votos contra 6, fortaleciendo la resolución aún más la facultad del ejecutivo para expulsar, sin derecho de apelación, a cualquiera que adoptase las posiciones de Yates.
Aquellos miembros del ala izquierda ubicados en Escocia, que controlaban allí el aparato de la SDF, vieron poco sentido a permanecer en la SDF más tiempo y salieron en bloque para lanzar el Partido Laborista Socialista, inaugurado en una conferencia celebrada el 7 de junio de 1903. Otros, que solían estar ubicados en Londres, abandonaron para formar el Partido Socialista de Gran Bretaña en 1904. El ala izquierda saliente criticó en particular el percibido fracaso de la SDF para concentrarse en trabajar para radicalizar a los sindicatos nacionales, algo previsto como la clave para la transformación revolucionaria de la sociedad. 

### Nueva tracción para un viejo partido
Aunque la SDF se estancó y escindió durante la primera década del siglo XX, los diversos fracasos de aquellos que la abandonaron pavimentaron el camino para un nuevo crecimiento. El descontento con la actuación del Partido Laborista en el parlamento, obstaculizada por la alianza electoral con el Partido Liberal, llevó a renovados llamamientos para una reorganización de las fuerzas socialistas. En 1910, Victor Grayson citó a Hyndman, Robert Blatchford y Keir Hardie como los líderes políticos más capaces para forjar una nueva alianza.
En 1911 esta idea llegó a realizarse cuando se celebró una Conferencia de Unidad Socialista, reuniendo a representantes de la SDF, el ala izquierda del ILP, la red de clubs asociados con el periódico The Clarion, y varias sociedades socialistas locales. Juntos, estos grupos formaron una nueva organización, el Partido Socialista Británico. Hyndman fue la figura dirigente en los primeros años del partido, pero una creciente organización se escindió en torno a la posición a tomar en la Primera Guerra Mundial, viendo como abandonaba la misma para formar en 1916 una fuerza rival defensista, el Partido Socialista Nacional.

### La Federación Socialdemócrata reeditada (1919-1939)
Federación Socialdemócrata fue también el nombre del partido liderado por Hyndman después de 1919, cuando el Partido Socialista Nacional cambió su denominación. El grupo disfrutó de algún éxito a corto plazo, pero quedó gradualmente descolorido ante el Partido Laborista, terminando sus días en 1939.

## Conferencias de la SDF
Fuente: Kendall, The Revolutionary Movement in Britain,   pp. 310–311; complementado por títulos de informes publicados por WorldCat.
| Año  | Descripción            | Ciudad      | Fechas                  | Delegados | Acuerdos |
| ---- | ---------------------- | ----------- | ----------------------- | --------- | -------- |
| 1881 | Conferencia Anual      | Londres     | 8 de junio              |           |          |
| 1882 | Conferencia Anual      | Londres     | 31 de mayo              |           |          |
| 1883 | Conferencia Anual      | Londres     | ¿16? de mayo            |           |          |
| 1884 | Conferencia Anual      | Londres     | 4 de agosto             |           |          |
| 1885 | Conferencia Anual      | Londres     | 3 de agosto             |           |          |
| 1886 | Conferencia Anual      | Londres     | 2 de agosto             |           |          |
| 1887 | Conferencia Anual      | Mánchester  | 1 de agosto             |           |          |
| 1888 | Conferencia Anual      | Londres     | 6 de agosto             | 26        |          |
| 1889 | Conferencia Anual      | Birmingham  | 10 de agosto            | 20        |          |
| 1890 | Conferencia Anual      | Londres     | 4 de agosto             | 26        |          |
| 1891 | Conferencia Anual      | Sheffield   | 3 de agosto             | 23        |          |
| 1892 | Conferencia Anual      | Londres     | 1 de agosto             | 33        |          |
| 1893 | Conferencia Anual      | Burnley     | 6-7 de agosto           |           |          |
| 1894 | Conferencia Anual      | Londres     | 5-6 de agosto           |           |          |
| 1895 | Conferencia Anual      | Birmingham  | 4-5 de agosto           |           |          |
| 1896 | Conferencia Anual      | Londres     | 2-3 de agosto           | 82        |          |
| 1897 | 17.ª Conferencia Anual | Northampton | 1-2 de agosto           | 55        | Informe. |
| 1898 | 18.ª Conferencia Anual | Edimburgo   | 31 de julio-1 de agosto | 54        |          |
| 1899 | 19.ª Conferencia Anual | Mánchester  | 6-7 de agosto           |           |          |
| 1900 | 20.ª Conferencia Anual | Londres     | 5-6 de agosto           | 60        | Informe. |
| 1901 | 21.ª Conferencia Anual | Birmingham  | 4-5 de agosto           | 59        |          |
| 1902 | 22.ª Conferencia Anual | Blackburn   | 28-30 de marzo          | 72        |          |
| 1903 | 23.ª Conferencia Anual | Londres     | 11-12 de abril          | 62        | Informe. |
| 1904 | 24.ª Conferencia Anual | Burnley     | 1-3 de abril            | 68        | Informe. |
| 1905 | 25.ª Conferencia Anual | Northampton | 21-23 de abril          | 56        | Informe. |
| 1906 | 26.ª Conferencia Anual | Bradford    | 13-15 de abril          | 83        |          |
| 1907 | 27.ª Conferencia Anual | Carlisle    | 29-31 de marzo          | 140       |          |
| 1908 | 29.ª Conferencia Anual | Mánchester  | 17-19 de agosto         | 149       | Informe. |
| 1909 | 30.ª Conferencia Anual | Bristol     | 9-11 de abril           | 144       |          |
| 1910 | 31.ª Conferencia Anual | Londres     | 25-27 de marzo          | 200       |          |
| 1911 | 32.ª Conferencia Anual | Coventry    | 14-16 de abril          |           |          |

## Resultados electorales
| Elecciones  | Escaños | ±             | N.º votos   | %    | Posición | Líder         |
| ----------- | ------- | ------------- | ----------- | ---- | -------- | ------------- |
| 1885        | 0/670   | Crecimiento   | 657 (#8)    | 0,0% | -        | Henry Hyndman |
| 1892        | 0/670   | Crecimiento   | 659 (#7)    | 0,0% | 0        | Henry Hyndman |
| 1895        | 0/670   | Crecimiento   | 3.122 (#6)  | 0,1% | 0        | Henry Hyndman |
| 1906        | 0/670   | Crecimiento   | 18.446 (#5) | 0,4% | 0        | Henry Hyndman |
| 1910 (ene.) | 0/670   | Decrecimiento | 13.479 (#6) | 0,2% | 0        | Henry Hyndman |
| 1910 (dic.) | 0/670   | Decrecimiento | 5.733 (#6)  | 0,1% | 0        | Henry Hyndman |

## Miembros destacados
- A. S. Albery
- Guy Aldred
- Alexander Anderson (político)
- Edward Aveling
- Eleanor "Tussy" Marx Aveling
- Ambrose Barker
- John Barlas
- E. Belfort Bax
- Tom Bell
- Hubert Bland
- John Burns
- Herbert Burrows
- Edward Carpenter
- Henry Hyde Champion
- Jim Connell
- James Connolly
- Walter Crane
- Jack Fitzgerald
- John Bruce Glasier
- Horace Hawkins
- Henry Hyndman
- Albert Inkpin
- Dan Irving
- Thomas A. Jackson
- Jack Jones
- Zelda Kahan
- Tom Kennedy
- Jack Kent
- Fred Knee
- George Lansbury
- Henry W. Lee
- Con Lehane
- Tommy Lewis
- James MacDonald
- Ramsay MacDonald
- Tom Mann
- Valentine McEntee
- John Maclean
- Henry Martin
- Dora Montefiore
- William Morris
- Hans Neumann
- Harry Quelch
- Archibald Robertson
- Will Thorne
- Ben Tillett